# پل استیونز (ورزشکار)
پل استیونز (انگلیسی: Paul Stevens; ۱۶ اکتبر ۱۸۸۹ – ۱۷ مارس ۱۹۴۹)از برندگان مدال‌های بازی‌های المپیک زمستانی اهل ایالات متحده آمریکا بود.